# Channa orientalis
Channa orientalis är en fiskart som först beskrevs av Marcus Élieser Bloch och Johann Gottlob Schneider, 1801. Channa orientalis ingår i släktet asiatiska ormhuvudsfiskar (Channa) och familjen ormhuvudsfiskar (Channidae). IUCN kategoriserar arten globalt som sårbar, VU. Arten förekommer på sydvästra Sri Lanka. Inga underarter finns listade i Catalogue of Life.